# Ophelia Pastrana
Ophelia Pastrana est une physiciste, économiste, vidéaste et militante pour les droits des personnes trans mexicaine et colombienne.

## Biographie
Ophelia Pastrana naît à Bogota en 1982. Son père est un cousin d'Andrés Pastrana Arango et son grand-père est Hisnardo Ardila, un ancien maire de Bogota ; sa famille est extrêmement conservatrice. Pendant son enfance, elle joue du violon.
Elle étudie la physique en Floride et pratique le taekwondo en compétition universitaire, avant de partir en Australie. À 24 ans, elle obtient sa maîtrise d'économétrie à l'université de Sydney. Elle compte revenir s'installer en Colombie, mais visite le Mexique et décide d'y rester, créant une entreprise de stratégie numérique. À 25 ans, elle épouse une femme, dont elle divorce quelques années plus tard, entre autres parce qu'elle a fait son coming out trans.
Elle crée plusieurs chaînes YouTube, l'une consacrée aux questions LGBT, une autre à la technologie et aux jeux vidéos, une troisième pour ses opinions et analyses et une dernière plus personnelle. Elle ouvre également un refuge à Mexico pour les personnes trans.
En 2018, elle fait partie de la liste 100 Women de la BBC ; elle y est la seule femme trans et la seule Colombienne. Elle est deux fois sur la liste Forbes des 100 femmes les plus influentes au Mexique.
En 2018, elle est la première femme trans à obtenir un changement de sexe sur sa carte de naturalisation au Mexique,.